# David Čolina
David Čolina (Zagreb, 19. srpnja 2000.) hrvatski je nogometaš koji igra na poziciji lijevog beka. Trenutačno igra za Osijek.

## Klupska karijera
Karijeru počeo u Hrvatskom dragovoljcu. S deset godina prešao u Dinamo, u kojem je ostao do 18. godine. Monaco ga je dugo pratio. Odlaskom Lecjaksa iz Dinama, Čolina se ponadao igranju u prvoj momčadi ali nije bio u planovima glavnog trenera Bjelice. Dinamo se nije dogovor s Čolinom oko potpisivanja novog ugovora. Krajem kolovoza potpisao je za Monaco.

## Vanjske poveznice
- Profil, Hrvatski nogometni savez
- Profil, Transfermarkt (engl.)